# Шарль Жюль де Роган, принц де Рошфор
 Шарль Жюль де Роган-Рошфор (фр. Charles-Jules de Rohan-Rochefort; 29 августа 1729 — 18 мая 1811) — французский аристократ и принц Рошфор. Он был отцом Шарлотты Луизы де Роган, тайной жены казненного герцога Энгиенского.

## Биография
Родился 29 августа 1729 года в Париже. Старший сын Шарля де Рогана (1693—1766), 1-го принца Рошфора, и его жены Элеонор Эжени де Бетизи де Мезьер (1707—1757).
Его семья утверждала, что происходила от правящих герцогов Бретани , и при французском дворе было разрешено звание иностранного принца. Это давало им право на стиль высочества и другие привилегии при королевском дворе.
Названный принцем Монтобана от рождения, после смерти своего отца в феврале 1766 года он стал 2-м принцем Рошфора. Наследственный титул принца де Рошфора был создан в 1728 году.
Он женился на Марии Генриетте Шарлотте д’Орлеан-Ротелен (3 февраля 1744 — 16 марта 1820), дочери Александра д’Орлеана, маркиза Ротелина, и Мари-Катрин де Роншероль. Пара обвенчалась в церкви Святого Сюльписа по контракту в Париже 20 мая 1762 года и официально 24 мая. В браке родилось пятеро детей, только у одного из которых были потомки.
Принц де Рошфор служил во французской королевской армии, носил чин полковника полка своего имени (1745) и генерал-лейтенанта (1780), губернатора Нима и Сент-Ипполита. В начале Французской революции принц де Рошфор эмигрировал, служил в армии принце Конде. Был тяжело ранен и вынужден оставить военную службу. Вернулся во Францию после амнистии эмигрантов в 1802 году.
Его старшая сестра Элеонора вышла замуж за Жана де Мерода, сына Жана Филиппа де Мерода. Его младшей сестрой была мадам де Брионн, знаменитая хозяйка салона и жена Луи де Лотарингского, принца Брионна.

## Дети
- Шарль Мериадек де Роган (16 ноября 1763 — 21 октября 1764), умер в младенчестве;
- Шарль Луи Гаспар де Роган , виконт Роган, принц Рошфор, герцог Буйонский (1 ноября 1765 — 7 марта 1843), женился на Марии Луизе Жозефине де Роган-Монбазон[4]
- Шарлотта Луиза Доротея де Роган (25 октября 1767 — 1 мая 1841) тайно вышла замуж за Луи Антуана, герцога Энгиенского (1772—1804), сына герцога де Бурбона
- Луи Камиль Жюль де Роган  (16 апреля 1770 — казнен в Париже 10 июня 1794), известный как принц Жюль, не был женат
- Клеметина Каролина Генриетта де Роган  (26 октября 1786 — 7 июля 1850), жена Франсуа-Луи де Годешара, маркиза де Керьё (1758—1832).